# Новомощаницька сільська рада
Новомощани́цька сільська́ ра́да — колишній орган місцевого самоврядування у Здолбунівському районі Рівненської області. Адміністративний центр — село Нова Мощаниця.

## Загальні відомості
- Новомощаницька сільська рада утворена в 1944 році.
- Територія ради: 38,624 км²
- Населення ради: 850 осіб (станом на 2001 рік)
- Територією ради протікає річка Збитинка.

## Населені пункти
Сільській раді підпорядковані населені пункти:
- с. Нова Мощаниця

## Склад ради
Рада складається з 12 депутатів та голови.
- Голова ради:
- Секретар ради: Корнійчук Ігор Антонович

### Керівний склад попередніх скликань
| Прізвище, ім'я, по батькові | Основні відомості                                                                                  | Дата обрання | Дата звільнення |
| --------------------------- | -------------------------------------------------------------------------------------------------- | ------------ | --------------- |
| Головай Микола Петрович     | Сільський голова, 1961 року народження, освіта вища, член Всеукраїнського об'єднання «Батьківщина» | 26.03.2006   | 31.10.2010      |
| Головай Микола Петрович     | Сільський голова, 1961 року народження, освіта вища, член Всеукраїнського об'єднання «Батьківщина» | 31.10.2010   | 03.08.2012      |
| Герасимчук Леонід Петрович  | Сільський голова, 1968 року народження, освіта середня спеціальна, безпартійний                    | 16.12.2012   | 10.07.2017      |

Примітка: таблиця складена за даними сайту Верховної Ради України

## Населення
За переписом населення України 2001 року в сільській раді мешкали 824 особи.

### Мова
Розподіл населення за рідною мовою за даними перепису 2001 року:
| Мова       | Відсоток |
| ---------- | -------- |
| українська | 99,88 %  |
| російська  | 0,12 %   |